# HIT (sèrie de televisió)
HIT és una sèrie espanyola original de Ràdio Televisió Espanyola protagonitzada per Daniel Grao, que es va estrenar el 21 de setembre de 2020.
La sèrie va ser renovada per una segona temporada que va començar el seu rodatge el maig de 2021. Per a la segona temporada, el repartiment es va renovar al complet, tan sols comptant de nou amb Daniel Grao com a principal protagonista i amb Luisa Vides i Rebeca Sala. A més, s'hi va sumar Marta Larralde i més de setanta actors.
Durant la primera temporada, després de l'emissió de cada capítol, es va emetre ¿Quién educa a quién?, un debat sobre educació i joventut presentat per Mamen Asencio en què tractaran els temes plantejats a cada capítol, així com els problemes d'educació a Espanya comptant amb experts, professors, alumnes, actors, famílies, i altres persones que han patit algun problema a la seva etapa educativa. De cara a la segona temporada ¿Quién educa a quién? va ser retirat, i es va emetre únicament la nit de l'estrena dels nous capítols un debat similar, titulat Generación HIT i presentat per Inés Hernand, on es va donar resposta a tota la problemàtica juvenil que contempla l'arc argumental de la segona temporada. Aquest programa es va emetre en directe des de l'Auditori Municipal Pedro Almodóvar de Puertollano, localitat sobre la qual es desenvolupa la sèrie en aquesta nova temporada.
L'agost de 2022 es va anunciar el rodatge de la tercera temporada.
El 31 de juliol de 2023 es va començar a emetre a TV3 amb doblatge en català.

## Sinopsi
Hugo Ibarra Toledo és un professional de l'educació, barreja de psicòleg, pedagog, mestre i soldat, a qui demana ajuda Esther, la directora d'un centre d'educació secundària on la convivència escolar s'ha tornat insostenible. HIT, l'acrònim del nom del protagonista, és un personatge polèmic, marcat per un traumàtic passat, que selecciona un grup d'alumnes i els ofereix unes classes gens convencionals. A través d'un original mètode, s'aniran abordant temes com la solitud dels més joves en l'era de les xarxes socials, el sexe i les addiccions, o la manca de suport a la feina dels docents.

## Repartiment

### Primera temporada
Principals
- Daniel Grao – Hugo Ibarra Toledo "HIT"
- Olaya Caldera – Ester de la Vega
- Carmen Arrufat – Elena "Lena" Vallejo Posse
- Nourdin Batán – Nourdin
- María Rivera – Silvia Muñoz Preto
- Oriol Cervera – Gustau "Gus" Albiña Balaguer
- Gabriel Guevara – Darío Carvajal Aguirre
- Leire Cabeza – Margarita "Marga" Ariño Calvo
- Melías Jesús – Jacob Gabriel "Jaco" Rojas Gónzález
- Krista Aroca – Érika Alonso
- Ignacio Hidalgo – Andrés Serrano García
- Luisa Vides – Maya
- Rebeca Sala – Carla
- Enrique Asenjo – David
- Hugo Alejo – Helio
- Viveka Rytzner – Irma
- Ana Gracia – Lourdes

Secundaris
- Carlos Gorbe – Alberto (Episodi 1; Episodi 3 - Episodi 7; Episodi 10)
- Nacho López – Alex (Episodi 1 - Episodi 8; Episodi 10)
- Francisco Boira – Manuel (Episodi 1 - Episodi 2; Episodi 7; Episodi 10)
- Mauro Muñiz – Raúl (Episodi 1 - Episodi 2; Episodi 4; Episodi 7 - Episodi 8; Episodi 10)
- Noelia Noto – Gina (Episodi 1 - Episodi 2; Episodi 7; Episodi 9; Episodi 10)
- María Miguel – Teresa (Episodi 1 - Episodi 2; Episodi 5; Episodi 7 - Episodi 10)
- Ana Villa – Antonia (Episodi 1 - Episodi 4; Episodi 7; Episodi 10)
- Diego Braguinsky – Rafael (Episodi 1 - Episodi 2; Episodi 5; Episodi 7 - Episodi 10)
- Laia Alemany – Núria (Episodi 1 - Episodi 2; Episodi 7; Episodi 10)
- Javier Collado – Fernando (Episodi 1 - Episodi 3; Episodi 7; Episodi 10)
- Abdelatif Hwidar – Nassir (Episodi 1 - Episodi 2; Episodi 4; Episodi 7 - Episodi 8; Episodi 10)
- Mabel Del Pozo – Bea (Episodi 1 - Episodi 2; Episodi 7; Episodi 10)
- Arlette Torres – Patricia (Episodi 1 - Episodi 2; Episodi 4; Episodi 7; Episodi 9 - Episodi 10)
- Rafael Odorika – Padre de Erika (Episodi 1 - Episodi 2; Episodi 6 - Episodi 7; Episodi 10)
- Sebis López Gandulla – Raquel (Episodi 1 - Episodi 2; Episodi 8)
- María Bersaluze – Ivana (Episodi 1 - Episodi 4; Episodi 10)
- Jons Pappila – Will (Episodi 1; Episodi 4 - Episodi 5; Episodi 7; Episodi 9 - Episodi 10)
- Noelle Mauri – Magüi (Episodi 1 - Episodi 10)
- Juanma Cifuentes – Telmo (Episodi 1 - Episodi 3; Episodi 6; Episodi 9 - Episodi 10)
- Marisa Llull (Episodi 1 - Episodi 3; Episodi 6; Episodi 10)
- Saúl Barceló – Adam (Episodi 1 - Episodi 4; Episodi 10)
- José Manuel Valdés (Episodi 1 - Episodi 2)
- José Luis Marín (Episodi 1 - Episodi 2; Episodi 5)
- Montse Peidro – Asistente charla (Episodi 1)
- Luis Daniel Graff – Kevin (Episodi 2 - Episodi 4)
- Steven Lance – Braulio Carranza León (Episodi 3 - Episodi 4)
- Rocío Calvo – Mari Cruz (Episodi 3; Episodi 5)
- Victoria Mora – Limpiadora (Episodi 4)
- Melisa Fernández – Julia (Episodi 4)
- Javier Alcina – Presentador TV (Episodi 5)
- Cristina Rodríguez – Virginia Sánchez (Episodi 5)
- Leticia Torres – Marta (Episodi 5; Episodi 7)
- Inés Cron – Farmacéutica (Episodi 6; Episodi 10)
- Kiko Gutiérrez – Dueño bar (Episodi 6)
- Manolo Supertramp (Episodi 6; Episodi 9)
- Adrián Jiménez – Chico fiesta (Episodi 6; Episodi 9)
- Laura Pamplona – Aurora Toledo (Joven) (Episodi 7)
- Jordi Planas – Miguel (Episodi 7)
- Quim Ramos (Episodi 7)
- Pep Ferrer – Daniel (Episodi 7; Episodi 9)
- Mirko Grao – Hugo Ibarra Toledo (niño) (Episodi 7)
- Amparo Pamplona – Aurora Toledo (Episodi 8)
- Jorge Monje – Cristóbal (Episodi 8; Episodi 10)
- Clarisa Guercovich – Cecilia (Episodi 8 - Episodi 9)
- Muriel Pernas – Santi (Episodi 8)
- José María Aragay – Él mismo (Episodi 10)

### Segona temporada
Principals
- Daniel Grao com a Hugo Ibarra Toledo "HIT"
- Marta Larralde com a Francis
- Álvaro de Juana com a Román
- Son Khoury com a Matt
- Carlota Gurpegui com a Paula
- Teresa de Mera com a Karmen
- Leonor Pernas com a Daniela "Dan"
- Claudia Licari com a Lucía
- Alba del Ángel com a Consuelo "Chelo"
- Jacobo Camarena com a Teo
- Manuel Soler com a Julio "Jota"
- Teresa Hurtado de Ory com a Lola (Episodi 1 - Episodi 2; Episodi 5 - Episodi 7; Episodi 10)
- Alicia Rubio com a Eva (Episodi 1 - Episodi 2; Episodi 4; Episodi 6 - Episodi 10)
- Silvia Rey com a Andrea (Episodi 1 - Episodi 4; Episodi 6; Episodi 10)
- Ramiro Alonso com a Raúl (Episodi 1 - Episodi 4; Episodi 6; Episodi 8 - Episodi 10)
- Jorge Kent com a Abel (Episodi 1 - Episodi 2; Episodi 4 - Episodi 8)
- Federico Pérez Rey com a Fernando (Episodi 1 - Episodi 2; Episodi 5 - Episodi 8; Episodi 10)
- Alicia Orozco com a Alba (Episodi 1 - Episodi 2; Episodi 4; Episodi 6; Episodi 8; Episodi 10)
- Sergio Pozo com a Cruz Alvarado (Episodi 1 - Episodi 2; Episodi 4; Episodi 6 - Episodi 10)
- Marcos Pereiro com a Marcelo (Episodi 1 - Episodi 7; Episodi 10)
- Paloma Montero com a María Eugenia (Episodi 1 - Episodi 3; Episodi 6 - Episodi 7; Episodi 9 - Episodi 10)
- Mariu Bárcena com a Dolores "Dolo" (Episodi 1 - Episodi 2; Episodi 6 - Episodi 10)
- Antonio Buil com a Claudio Ruiz (Episodi 1 - Episodi 2; Episodi 6 - Episodi 10)

Secundaris
- Miriam Montilla com a Rosa (Episodi 2; Episodi 5 - Episodi 10)
- Raúl Jiménez com a Alex (Episodi 1 - Episodi 4; Episodi 6 - Episodi 7; Episodi 9 - Episodi 10)
- Mikele Urroz Zabalza com a Virginia Cañizares (Episodi 2; Episodi 4; Episodi 6 - Episodi 7; Episodi 9 - Episodi 10)
- Candela Aréstegui com a Rakel (Episodi 1 - Episodi 2; Episodi 6; Episodi 8)
- Luisa Vides com a Maya (Episodi 1 - Episodi 3; Episodi 6 - Episodi 7; Episodi 10)
- Amin Hamada (Episodi 2)
- Chema del Barco com a Lorenzo (Episodi 1; Episodi 3 - Episodi 5; Episodi 7 - Episodi 10)
- Mateo Luque com a Isi (Episodi 1; Episodi 3 - Episodi 7; Episodi 9 - Episodi 10)
- David Oliver Alegre (Episodi 1)

Convidats destacats
- Jöns Pappila com a Will (Episodi 1; Episodi 10)
- Rebeca Sala com a Carla  (Episodi 4)
- Noelle Mauri com a Magüi  (Episodi 4)
- David Bustamante com a Él mismo  (Episodi 4)
- Olaya Caldera com a Ester de la Vega (Episodi 5)
- Nourdin Batán com a Nourdin (Episodi 5)
- María Rivera com a Silvia Muñoz (Episodi 5)
- Oriol Cervera com a Gustau "Gus" Albiñana (Episodi 5)
- Gabriel Guevara com a Darío Carbajal (Episodi 5)
- Leire Cabeza com a Marga (Episodi 5)
- Melías Jesús com a Jaco (Episodi 5)
- Krista Aroca com a Érika Alonso (Episodi 5)
- Ignacio Hidalgo com a Andrés (Episodi 5)
- Carmen Arrufat com a Elena "Lena" Vallejo Posse (Episodi 10)
- Nur Levi com a Emma (Episodi 10)

### Tercera temporada
- Daniel Grao com a Hugo Ibarra Toledo "HIT"
- Francisca Aronsson com a Abi
- Andy Duato com a Nora
- Miranda Gallego com a Yol
- Juan Grandinetti com a Christian
- Alejandro Jato com a Raúl
- Mitch Martín com a Israel
- Josito Peña com a Sergio
- Roger Sahuquillo com a Marc
- Carlota Trueba com a Julia
- Ton Vieira com a Tom
- Carmen Arrufat com a Elena "Lena" Vallejo Posse
- Shail Abdoulhoussen com a Gerard
- Cristina Alcázar
- Carmen Balagué com a Clara
- Nur Levi com a Emma
- Mario Gas
- Yaiza Guimaré com a Marina

## Temporades i episodis
| Temporada | Temporada | Episodis | Estrena                | Final                   | Audiència mitjana (RTVE) | Audiència mitjana (RTVE) | Audiència mitjana (RTVE) |
| Temporada | Temporada | Episodis | Estrena                | Final                   | Espectadors              | Quota                    | Lineal + diferit         |
| --------- | --------- | -------- | ---------------------- | ----------------------- | ------------------------ | ------------------------ | ------------------------ |
|           | 1         | 10       | 21 de setembre de 2020 | 23 de novembre de 2020  | 1.523.000                | 9,2%                     | 1.896.000                |
|           | 2         | 10       | 21 de octubre de 2021  | 23 de diciembre de 2021 | 1.006.000                | 7,6%                     |                          |

### Primera temporada (2020)
| Núm. | Títol              | Direcció                | Guió                                                        | Data d'emissió original | Data d'emissió a Catalunya (TV3) |                   |
| ---- | ------------------ | ----------------------- | ----------------------------------------------------------- | ----------------------- | -------------------------------- | ----------------- |
| 1    | «La infecció»      | Joaquim Oristrell       | Yolanda García Serrano, Pablo Bartolomé i Joaquim Oristrell | 21 de setembre de 2020  | 31 de juliol de 2023             | 1.606.000 (10,2%) |
| 2    | «La consulta»      | Joaquim Oristrell       | Yolanda García Serrano i Joaquim Oristrell                  | 28 de setembre de 2020  | 1 d'agost de 2023                | 1.504.000 (9,4%)  |
| 3    | «El diagnòstic»    | Álvaro Fernández Armero | Jacobo Delgado i Joaquim Oristrell                          | 5 d'octubre de 2020     | 2 d'agost de 2023                | 1.450.000 (8,9%)  |
| 4    | «La neteja»        | Álvaro Fernández Armero | Pablo Bartolomé i Joaquim Oristrell                         | 12 d'octubre de 2020    | 3 d'agost de 2023                | 1.584.000 (9,7%)  |
| 5    | «El cos»           | Elena Trapé             | Yolanda García Serrano i Joaquim Oristrell                  | 19 d'octubre de 2020    | 7 d'agost de 2023                | 1.636.000 (10,1%) |
| 6    | «La recaiguda»     | Elena Trapé             | Jacobo Delgado i Joaquim Oristrell                          | 26 d'octubre de 2020    | 8 d'agost de 2023                | 1.446.000 (8,7%)  |
| 7    | «Cures intensives» | Álvaro Fernández Armero | Pablo Bartolomé i Joaquim Oristrell                         | 2 de novembre de 2020   | 9 d'agost de 2023                | 1.528.000 (9,1%)  |
| 8    | «L'historial»      | Álvaro Fernández Armero | Yolanda García Serrano i Joaquim Oristrell                  | 9 de novembre de 2020   | 10 d'agost de 2023               | 1.411.000 (8,2%)  |
| 9    | «Els exàmens»      | Elena Trapé             | Jacobo Delgado i Joaquim Oristrell                          | 16 de novembre de 2020  | 14 d'agost de 2023               | 1.524.000 (8,9%)  |
| 10   | «Alta mèdica»      | Elena Trapé             | Yolanda García Serrano, Jacobo Delgado i Joaquim Oristrell  | 23 de novembre de 2020  | 15 d'agost de 2023               | 1.539.000 (9,1%)  |

#### ¿Quién educa a quién?
Es tracta d'un format presentat per Mamen Asencio en què es debat cada setmana sobre l'educació dels joves i els conflictes generacionals de la societat, tractant els temes plantejats a la sèrie al capítol vist aquella nit.
| 1  | 21 de setembre de 2020 | 627.000 (6,4%) |
| 2  | 28 de setembre de 2020 | 575.000 (5,6%) |
| 3  | 5 d'octubre de 2020    | 486.000 (4,6%) |
| 4  | 12 d'octubre de 2020   | 558.000 (5,3%) |
| 5  | 19 d'octubre de 2020   | 589.000 (5,7%) |
| 6  | 26 d'octubre de 2020   | 618.000 (5,8%) |
| 7  | 2 de novembre de 2020  | 470.000 (4,4%) |
| 8  | 9 de novembre de 2020  | 470.000 (4,1%) |
| 9  | 16 de novembre de 2020 | 505.000 (4,6%) |
| 10 | 23 de novembre de 2020 | 528.000 (5,4%) |

### Segona temporada (2021)
| Núm. | Títol          | Direcció          | Guió                                                | Data d'emissió original | Data d'emissió a Catalunya (TV3) |                  |
| ---- | -------------- | ----------------- | --------------------------------------------------- | ----------------------- | -------------------------------- | ---------------- |
| 11   | «Me la pela»   | Joaquim Oristrell | Joaquim Oristrell                                   | 21 d'octubre de 2021    | 16 d'agost de 2023               | 973.000 (7,5%)   |
| 12   | «Desconnexió»  | Joaquim Oristrell | Jacobo Delgado i Joaquim Oristrell                  | 28 d'octubre de 2021    | 17 d'agost de 2023               | 1.000.000 (7,8%) |
| 13   | «Consentiment» | Elena Trapé       | Joaquim Oristrell i Yolanda García Serrano          | 4 de novembre de 2021   | 21 d'agost de 2023               | 928.000 (7,1%)   |
| 14   | «Autocontrol»  | Elena Trapé       | Joaquim Oristrell i Luis Caballero                  | 11 de novembre de 2021  | 22 d'agost de 2023               | 1.211.000 (9,2%) |
| 15   | «Il·lusió»     | Polo Menárguez    | Joaquim Oristrell i Yolanda García Serrano          | 18 de novembre de 2021  | 23 d'agost de 2023               | 1.052.000 (8,2%) |
| 16   | «Autoestima»   | Polo Menárguez    | Joaquim Oristrell i Luis Caballero                  | 25 de novembre de 2021  | 24 d'agost de 2023               | 1.058.000 (7,8%) |
| 17   | «Pertinença»   | Polo Menárguez    | Jacobo Delgado i Joaquim Oristrell                  | 2 de desembre de 2021   | 28 d'agost de 2023               | 985.000 (7,3%)   |
| 18   | «Resistència»  | Polo Menárguez    | Pablo Bartolomé, Luis Caballero i Joaquim Oristrell | 9 de desembre de 2021   | 29 d'agost de 2023               | 993.000 (7,3%)   |
| 19   | «El cor»       | Joaquim Oristrell | Joaquim Oristrell i Yolanda García Serrano          | 16 de desembre de 2021  | 30 d'agost de 2023               | 954.000 (7,4%)   |
| 20   | «Reinici»      | Joaquim Oristrell | Jacobo Delgado i Joaquim Oristrell                  | 23 de desembre de 2021  | 31 d'agost de 2023               | 913.000 (6,6%)   |

#### Generación HIT
| 1 | 21 d'octubre de 2021 | 245.000 (3,9%) |

## Producció
El setembre de 2019 es va anunciar la producció d'una sèrie que seguia el rastre de Merlí, però amb un professor alternatiu com a protagonista. El desembre del mateix any es va anunciar l'inici del rodatge amb Daniel Grao com a protagonista, acompanyat d'Olaya Caldera i amb la participació d'un repartiment principal jove que, en alguns casos, s'enfronten al seu primer gran treball televisiu.